# Roberto Savarese
Roberto Savarese (Roma, 6 agosto 1910 – Roma, 1º febbraio 1996) è stato un regista e sceneggiatore italiano.

## Biografia
Si laurea in Economia e Commercio, impiegandosi successivamente presso alcune case di produzione cinematografiche, occupandosi soprattutto di amministrazione e direzione di produzione, sino dirigere il suo primo film nel 1942,  Sette anni di felicità.
Prosegue anche nel dopoguerra la sua attività di amministratore di produzione, alternandola con quella di regista, anche nel campo della radiofonia Rai, sino a dirigere quello che sarà il suo film più conosciuto Mamma mia, che impressione!, prodotto dalla società cinematografica PFC, di Vittorio De Sica e Alberto Sordi, nel 1951.
Si occupa anche di documentari tra cui quello sulla seconda guerra mondiale Battaglie sui mari, del 1962.

## Filmografia

### Regia e sceneggiatore
- Sette anni di felicità (1942)
- La principessa del sogno (1942) co-diretto con Maria Teresa Ricci
- Dinanzi a noi il cielo (1957)

### Regia
- Lascia cantare il cuore (1943)
- Gli inesorabili (1950) co-diretto con Camillo Mastrocinque
- Mamma mia, che impressione! (1951)
- Avventura in città (1958)
- Sergente d'ispezione (1958)
- Battaglia sui mari (1960) - documentario

## Varietà radiofonici Rai
- Ricciolino alla corte di Carlomagno, radioscena di Roberto Savarese e Ugo Montefoschi, regia di Riccardo Massucci, trasmessa il 10 giugno 1957